# Io sono come sono...
Io sono come sono... è un album della cantante italiana Ornella Vanoni, pubblicato nel 1995.

## Il disco
L'album contiene degli inediti e delle canzoni pubblicate su 45 giri. Il brano Io sono come sono fa parte della colonna sonora del film Storia di una donna, diretto da Leonardo Bercovici.

## Tracce
1. Ti saluto ragazzo - (A.Amurri-Jurgens- A.Martelli)
2. Io sono come sono - 2:52 - (Vito Pallavicini-Paolo Conte)
3. È sera - 2:58 - (Claudio Mattone)
4. Non finirà - 2:25 - (R.Gigli - V.Maresca)
5. Poco sole - 2:13 - (Mogol - Iller Pattacini)
6. Non si può leggere nel cuore - 2:32 - (Totò Savio)
7. Variante - 3:05 - (A.Balducci- A.Pagani - A.Favata)
8. È l'omo mio - 2:41 - (Pietro Garinei - Sandro Giovannini - Armando Trovajoli)
9. E figurati se - 2:45 - (Daiano - W.Camurri)
10. Siamo pagliacci - 2:12 - (Mogol - Iller Pattacini come "Lunero")
11. C'eri anche tu - 2:36 - (Mogol - J.Reisman)
12. Uno di qua l'altro di là - 2:39 - (Amurri - Williams - Mali)
13. Faccia buffa - 2:26 - (A.Baldacci)
14. Sentii come la vosa la sirena - 2:36 - (Dario Fo - Fiorenzo Carpi)

## Musicisti

### Artista
- Ornella Vanoni - voce